# Soledad (Atlántico)
Pour les articles homonymes, voir Soledad.
Soledad est une municipalité du département d'Atlántico, en Colombie. Elle fait partie de l'aire métropolitaine de Barranquilla. C'est la sixième ville la plus peuplée de Colombie et la troisième dans la région caraïbe, après Barranquilla et Carthagène.

## Géographie
La municipalité de Soledad est bordée au nord par le district spécial de Barranquilla, à l'ouest par Galapa, au sud par Malambo et à l'est par le département de Magdalena, dont elle est séparée par le río Magdalena.

## Démographie
Selon les données récoltées par le DANE lors du recensement de la population colombienne en 2005, Soledad compte une population de 455 796 habitants.

## Transports
- Aéroport international Ernesto Cortissoz

## Liste des maires
- 2016 - 2019 : Álex Char
- 2020 - 2023 : Rodolfo Ucrós Rosales

## Personnalités liées à la municipalité
- Henry Zambrano (1973-) : footballeur né à Soledad.